# Abdalla Hamdok
Abdalla Hamdok (en árabe: عبدالله حمدوك; n. 1956) es un funcionario público y político sudanés. Ocupó el cargo de primer ministro de Sudán en dos ocasiones, de 2019 a 2021 y de 2021 a 2022. Antes de su nombramiento, Hamdok desempeñó numerosos cargos administrativos nacionales e internacionales.

## Biografía
Abdalla Hamdok tiene una licenciatura en ciencias de la Universidad de Jartum y un doctorado en estudios económicos de la Universidad de Mánchester.
De 1981 a 1987, Hamdok fue un alto funcionario del Ministerio de Finanzas y Planificación Económica de Sudán durante la década de 1980.
En la década de 1990, Hamdok ocupó altos cargos primero en Deloitte & Touche y luego en la Organización Internacional del Trabajo en Zimbabue, seguido de varios años en el Banco Africano de Desarrollo en Costa de Marfil. Hamdok fue director Regional para África y Medio Oriente del Instituto Internacional para la Democracia y Asistencia Electoral de 2003 a 2008.
De noviembre de 2011 a octubre de 2018, fue Secretario Ejecutivo Adjunto de la Comisión Económica para África de las Naciones Unidas, luego de haber trabajado en el organismo de 2001 a 2002 como Director de Integración Regional y Comercio.
En agosto de 2019, Hamdok fue presentado como un posible candidato para primer ministro de Sudán en el marco de la transición sudanesa a la democracia desarrollada tras el golpe de Estado de ese año.
Tras la transferencia del poder del Consejo Militar Transitorio al Consejo Soberano de Sudán fue nombrado primer ministro durante el período de transición. Juró su cargo el 21 de agosto de 2019.
El 9 de marzo de 2020 salió indemne en un intento de asesinato sucedido en Jartum.

### Golpe de Estado 2021
El 25 de octubre de 2021 fue arrestado por las fuerzas de seguridad junto a la mayoría de ministros y miembros de la sociedad civil que asumían la transición de Sudán al negarse a apoyar un golpe de Estado tras una tentativa que ya se produjo el 21 de septiembre. El general Abdelfatah al Burhan, hombre fuerte del Ejército, disolvió el Consejo Soberano de Sudán, gobierno de transición formado por militares y civiles y ha decretado el estado de emergencia.
Hamdok fue trasladado a un lugar desconocido por miembros de las fuerzas militares tras ser inicialmente retenido en su domicilio. El primer ministro se habría negado a realizar una declaración a favor del golpe y habría llamado a los sudaneses a defender la revolución.
Al día siguiente, 26 de octubre, fue liberado, y el 21 de noviembre regresó al cargo tras la firma de un acuerdo con el Gobierno Militar.

## Posiciones políticas

### Agricultura
Hamdok ha impulsado un cambio de la agricultura de subsistencia a una agricultura "más dinámica y orientada al comercio" en África, afirmando en 2014 que África era capaz de autosuficiencia alimentaria, pero que 300 millones de africanos tenían hambre. Refiriéndose a la estimación del Quinto Informe de Evaluación (AR5) del IPCC de los efectos de un calentamiento promedio global de 2 grados Celsius por encima de los niveles preindustriales, Hamdok señaló que los efectos, como la reducción de las lluvias, podrían evitar que África reduzca la pobreza extrema. Para combatir el hambre, Hamdok propuso mejoras en la infraestructura (como métodos de transformación, almacenamiento y transporte de productos excedentes a los mercados); el uso de "información climática"; gestión mejorada del agua; y una mayor integración de la agricultura con la industria nacional y las instituciones de investigación científica y tecnológica.

### Derechos de las mujeres
Como primer ministro, Hamdok a fines de agosto de 2019 debía seleccionar entre una lista de candidaturas que le propusieron las Fuerzas de Libertad y Cambio (FFC) a los miembros de su gabinete. Hamdok retrasó su decisión y dijo que uno de sus motivos era por la presencia en lista de pocas mujeres declarando que "tomaría en cuenta una representación justa de las mujeres". Cuatro mujeres se convirtieron en ministras en el Gabinete Hamdok: Asma Mohamed Abdalla como Ministra de Asuntos Exteriores, Lina al-Sheikh como ministra de Desarrollo Social y Trabajo, Wala'a Essam al-Boushi como ministra de Juventud y Deportes e Intisar el-Zein Soughayroun como ministra de Educación Superior.

### Sudán del Sur
Hamdok es partidario de abrir rutas comerciales con Sudán del Sur y estudia rebajar sus aranceles por el paso de petróleo. Además se muestra optimista de cara al diálogo con los grupos armados sudaneses. La primera visita de Estado tras asumir la presidencia del país fue a Yuba, capital de Sudán del Sur donde se reunió con su presidente Salva Kiir.

### Tercera guerra civil sudanesa
Hamdok se pronunció mostrando su preocupación con el conflicto alegando que podría ser peor que en Libia,Siria o Afganistán.